# آدولر
آدولر (Adularia) کانی تکتوسیلیکات است و فرمول شیمیایی آن عبارت است از KAlSi۳O۸ این کانی از اورتوکلاز تشکیل شده که در نتیجه بلورهایش در دمای پایین تشکیل می‌شود. آدولر در اسید هیدروفلئوریک HF و قلیاهای الکالن محلول است. سنگ قیمتی «سنگ ماه» از آدولر تشکیل شده‌است. 
این کانی تقریباََ کمیاب است و در سوئیس، اتریش، فرانسه، رومانی و مکزیک یافت می‌شود.